# キリスト教民主フラームス
キリスト教民主フラームス（キリストきょうみんしゅフラームス、オランダ語:Christen-Democratisch en Vlaams 略称:CD&V）は、ベルギーの政党。オランダ語系のフラマン語圏であるフランデレン地域を基盤とする中道右派・キリスト教民主主義政党である。キリスト教民主フランデレン党あるいはフラマン系キリスト教民主党、フランデレン系キリスト教民主党と表記されることもある。
ヨーロッパレベルでは欧州人民党に、世界レベルでは中道民主インターナショナルに加盟している。ベルギー南部のワロン地域のキリスト教民主主義政党である民主人道主義中道派とは密接な関係を有している。

## 歴史
キリスト教民主フラームス（CD-V）の起源は、1884年に成立したカトリック党である。その後、1921年にはカトリック連合Katholieke Verbond、1936年にはカトリック・ブロックKatholiek Blokと党名を改称した。これらのカトリック政党は自由党、労働党と三大政党制を形成した。
第二次世界大戦後、1945年に後継政党としてキリスト教社会党（PSC-CVP）が結成された。PSC-CVPは1954-1958年のファン・アッケル内閣を除く大半の政権で与党として中心的な役割を担ったが、フランデレン地域・オランダ語系とワロン地域・フランス語系との間の地域・言語間対立が高まる中で、1968年にオランダ語系のキリスト教人民党（CVP）とフランス語系のキリスト教社会党（PSC　現在の民主人道主義中道派）に分裂した。
分裂後のCVPは、フランデレン地域の第1党として引き続き連立政権の中心となり、ティンデマンス（在任1974-1978）、マルテンス（在任1979-1981,1981-1992）、デハーネ（在任1992-1999）らが首相を務めた。しかし、1999年の選挙で議席を大きく減らし、野党になった。これを機に党の改革が進められ、2001年には党名を現在のキリスト教民主フラームス（CD-V）に変更した。CD&Vは、伝統的な支持基盤であるキリスト教系の労働組合などに加えて、フランデレンの地域主義運動からも支持を得ようと努めた。
2007年の総選挙には下院である代議院では150議席のうち30議席を中道右派の地域政党である新フラームス同盟（N-VA）との統一会派で獲得し、上院である元老院では71議席（王族を含まない）のうち14議席をN-VAとの統一会派で占め、上下両院で第1勢力となった。
選挙後の連立交渉は難航し、約9か月後の2008年3月にCD&Vのイヴ・ルテルムを首相とする連立内閣が成立した。これによりCD&Vは与党に復帰した。
2010年の総選挙には単独で参加し、代議院で17議席を獲得して第4党となった。しかし第1党となったN-VAが与党に加わらないとしたため、各党は連立政権をなかなか形成できず、社会党 (ベルギー・ワロン地域)から党首のエリオ・ディルポが首相となるまで、535日を要した。CD&Vはディルポ政権に参加した。
2014年の総選挙では代議院で18議席を獲得した。

## 選挙結果
| 選挙年 | 代議院 (下院) | 代議院 (下院) | 代議院 (下院) | 代議院 (下院) | 備考 |
| 選挙年 | 得票数        | %             | 獲得議席数    | +/–           | 備考 |
| ------ | ------------- | ------------- | ------------- | ------------- | ---- |
| 1995   | 1,042,933     | 17.2          | 29 / 150      |               | 与党 |
| 1999   | 875,967       | 14.1          | 22 / 150      | 7             | 野党 |
| 2003   | 870,749       | 13.3          | 21 / 150      | 1             | 野党 |
| 2007   | 1,234,950     | 18.5          | 25 / 150      | 4             | 与党 |
| 2010   | 707,986       | 10.9          | 17 / 150      | 8             | 与党 |
| 2014   | 783,060       | 11.6          | 18 / 150      | 1             | 与党 |
| 2019   | 602,520       | 8.9           | 12 / 150      | 6             | 与党 |
| 2024   | 557,392       | 7.9           | 11 / 150      | 1             |      |